# Heteroplocamus pacificus
Heteroplocamus pacificus (Bergh, 1884) è un mollusco nudibranchio della famiglia Polyceridae. È l'unica specie nota del genere Heteroplocamus.

## Distribuzione e habitat
La specie è endemica delle acque delle isole Kermadec (Nuova Zelanda).
Vive su fondali vulcanici, a 1.150 metri di profondità.